# Собственно Швеция

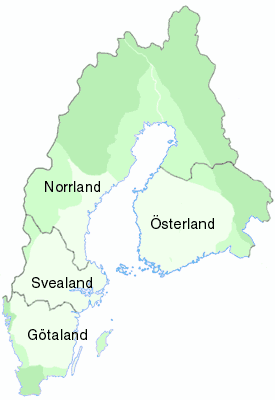
Исторические регионы Швеции

Собственно Швеция (швед. Egentliga Sverige) — совокупность регионов этой страны, полностью интегрированных в Шведское королевство. В современном понимании собственно Швеция состоит из трёх таких регионов (ныне не привязанных к административному делению, но имеющих культурно-историческое значение и называемых просто landsdelar — «часть страны»):
- Свеаланд (центральный);
- Гёталанд (к югу от Свеаланда);
- Норрланд (к северу от Свеаланда).

Это символически отражено и в гербе Швеции в виде трёх корон на лазоревом щите.

## История
Изначально Свеаланд («земля свеев») и Гёталанд («земля гётов») существовали как два соперничающих племенных союза, постепенно объединённых под властью единой короны. Одновременно Шведское королевство продолжало экспансию и на север и восток Фенноскандии.
Как следствие, понятие собственно Швеция стало шире: до поражения королевства в русско-шведской войне (1808—1809) и вхождения Финляндии в состав Российской империи регион Норрланд располагался по обе стороны Ботнического залива, включая в себя и восточную, финляндскую часть (Финляндскую Лапландию и Эстерботнию). Кроме того, в рамках собственно Швеции существовал и четвёртый регион:
- Эстерланд — восточная земля, южная часть современной Финляндии.

Все четыре перечисленных исторических региона, включая финляндскую часть, были полностью интегрированы в Шведское королевство. После 1809 года термин собственно Швеция был переосмыслен, он стал использоваться для отличия западной части от утраченной восточной части, Финляндии.

## Понятие

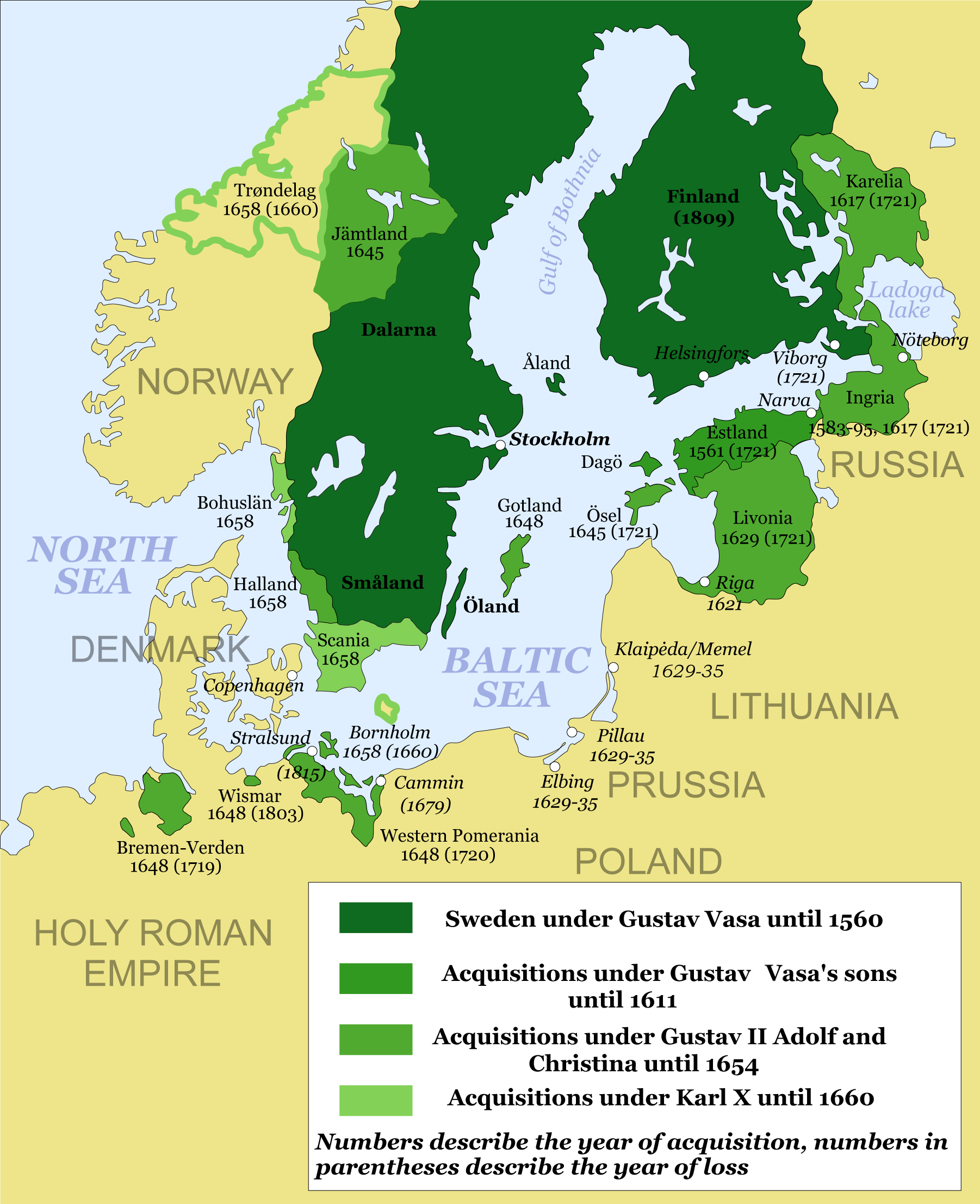
Швеция на пике своей территориальной экспансии (1658). Собственно Швеция (на тот момент) показана тёмно-зелёным цветом.

В своём историческом смысле понятие собственно Швеция было предложено историком Эриком Густавом Гейером (1783—1847) в работе «История шведского народа» (1832—1836), оно используется для отличия перечисленных выше регионов страны от прочих территориальных образований, находившихся в составе королевства (доминионов и владений Швеции) либо в личной унии шведских монархов.
Жители собственно Швеции были представлены в сословном Риксдаге (парламенте), причём всеми своими сословиями — дворянством, духовенством, мещанами и крестьянами. Подданные доминионов, владений и состоявших в унии территорий такого представительства не имели.
Примечательно, что южный регион — Гёталанд — был полностью присоединён к Швеции по Роскилльскому миру после победоносной датско-шведской войны (1657—1658), однако только к 1719 году закончился процесс его полной интеграции в состав королевства, до этого Гёталанд пребывал в статусе доминиона. А Норвегия, трижды за свою историю продолжительное время находившаяся в личной унии королей Швеции (в 1319—1343, 1397—1523 и 1814—1905 годах) частью собственно Швеции не считалась никогда.